# 2009 en Grèce
Chronologie de la Grèce
- 2005
- 2006
- 2007
- 2008
- 2009
- 2010
- 2011
- 2012
- 2013

Cette page concerne les évènements survenus en 2009 en Grèce :

## Chronologie

### Janvier 2009

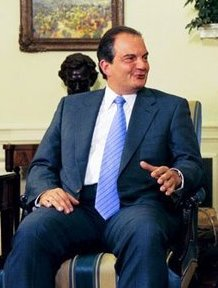
Costas Caramanlis
(juillet 2005)

- Jeudi 1er janvier 2009 : Dans la nuit du 31 décembre au 1er, de violents affrontements ont opposé des groupes de jeunes aux forces de police dans le centre de Thessalonique. Des engins incendiaires de fabrication artisanale ont été déposés devant plusieurs succursales de banques et devant la devanture de grands magasins provoquant des incendies qui ont été maîtrisés par les sapeurs-pompiers.

- Mercredi 7 janvier 2009 : Le premier ministre Costas Caramanlis procède à un large remaniement de son gouvernement, miné par des scandales de corruption et critiqué pour la récente vague de violences urbaines. Dix ministères changent de titulaire, la plupart des nouveaux ministres ont déjà participé au précédent cabinet. Le ministre de l'Économie et des finances, Georgios Alogoskoufis est remplacé par Yannis Papathanassiou, jusqu'alors secrétaire d'État à l'Économie. La ministre des Affaires étrangères, Dora Bakoyannis et celui de la Défense, Evanguélos Meimarakis, conservent leur portefeuille.

- Lundi 12 janvier 2009 : L'armateur Péricles Panagopoulos (74 ans), fondateur de la plus grosse compagnie de ferries de Grèce, Attica, est enlevé avec son chauffeur par trois inconnus armés de kalachnikovs qui ont bloqué avec une camionnette la voiture dans laquelle il venait de quitter son domicile à Kavouri, une banlieue résidentielle de la capitale grecque.

- Mardi 13 janvier 2009 : Une secousse tellurique d'une magnitude de 5,3 sur l'échelle ouverte de Richter a été enregistrée au sud-est de l'île de Crète à 6h13 GMT. L'épicentre du séisme a été localisé en mer, à 340 km au sud-est d'Athènes, située au nord de Sitia et à l'ouest de Carpathos. Aucune victime ni dégâts ne sont à déplorer.

- Mercredi 14 janvier 2009 : 56 immigrés clandestins, dont des enfants et des personnes âgées, se trouvant en difficulté sur une embarcation de dix mètres de long entre Milos dans les Cyclades et la Crète ont été récupérés par un navire battant pavillon du Panama et débarqués en Crète. Des milliers de migrants en provenance d'Asie ou du Moyen-Orient tentent de gagner chaque année l'Europe de l'Ouest via la mer Égée, dans des conditions souvent périlleuses. Pendant l'année 2008, les garde-côtes grecs ont arrêté 15 315 migrants clandestins aux frontières de la zone maritime nationale.

- Mardi 20 janvier 2009 : L'armateur Péricles Panagopoulos (74 ans), fondateur de la plus grosse compagnie de ferries de Grèce, Attica, qui avait été enlevé avec son chauffeur lundi 12, a été libéré après que sa famille eut versé une rançon de l'ordre de 15 à 20 millions d'euros.

- Samedi 24 janvier 2009 : Plusieurs centaines de manifestants anarchistes et gauchistes se sont affrontés aux forces de l'ordre dans le centre d'Athènes lors d'une manifestation destinée à réclamer la libération de personnes interpellées lors des émeutes du mois de décembre et qu'ils considèrent comme des « prisonniers politiques ».

### Février 2009
- Jeudi 5 février 2009 : Une bombe  artisanale, composée de petites cartouches de gaz, a explosé  devant un local du ministre adjoint de l'Intérieur, Christos Markoyannakis (el), au quatrième étage d'un immeuble du centre d'Athènes, provoquant des dégâts matériels mineurs.  Les mini-attentats aux engins incendiaires ou explosifs artisanaux, qui n'ont fait jusqu'ici que des dégâts matériels, sont fréquents en Grèce et sont attribués par la police à la mouvance anarchiste ou d'extrême gauche.

- Mercredi 11 février 2009 : Le conseil de la concurrence grec a condamné le groupe suisse Nestlé à une amende de 29 millions d'euros  pour abus de position dominante sur le marché du café instantané.

- Mardi 17 février 2009 : selon l'ONG Transparency International, La corruption s'est aggravée en Grèce en 2008, avec un total de 27,6 % des foyers affirmant avoir déjà été confrontés à des demandes de pots-de-vin, surtout pour de meilleurs soins, contre 26,4 % en 2007. Les services publics les plus gangrenés par la corruption sont les hôpitaux, les services d'urbanisme et les bureaux du fisc, mais le privé n'est pas en reste, avec des médecins, employés de banques et avocats vénaux.

- Jeudi 19 février 2009 : À l'appel de la Fédération hellénique des transports internationaux routiers (OFAE), des  dizaines de poids lourds grecs bloquent trois postes frontières au nord de la Grèce — les postes de Évzoni et de Doïranis à la frontière macédonienne et celui de Promachónas à la frontière bulgare — pour réclamer le renforcement des contrôles des cargaisons et des mesures contre l'immigration clandestine. Des  routiers ont été  condamnés à de lourdes peines, à des amendes et à la saisie de leurs véhicules lorsque les autorités ont découvert des migrants dissimulés dans leurs camions, et pourtant entrés à leur insu. De longues queues de centaines de camions s'étirent de chaque côté des postes frontières, mais ils laissent circuler les voitures particulières, les motos et les autocars.

- Lundi 23 février 2009 : Spectaculaire évasion par hélicoptère de deux détenus particulièrement dangereux, Vassilis Paléocostas (43 ans), et son complice albanais, Alket Rizai (32 ans). Ils auraient bénéficié de complicité en prison. Cinq personnes sont inculpés dont le pilote de l'hélicoptère et quatre gardiens de la prison.

### Mars 2009
- Lundi 2 mars 2009 : Dans la soirée, les forces de l'ordre ont dû affronter  des centaines d'immigrés qui protestaient dans le port de Patras après qu'un Afghan eut été grièvement blessé en tentant de sauter sur un camion qui s'apprêtait à embarquer sur un ferry en partance pour l'Italie.

- Mardi 3 mars 2009 : Un groupe d'anarchistes  grec, comportant une vingtaine de jeunes cagoulés et masqués, revendique l'attaque menée à coups de cocktail Molotov et en jetant des bidons d'essence, contre neuf wagons d'une rame de métro dans la nuit de lundi à mardi dans la station de Kifissia, au nord d'Athènes. Le groupe dédie cette action à une syndicaliste bulgare récemment agressée et à Julien Coupat, un Français emprisonné.

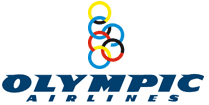

- Vendredi 6 mars 2009 : Le ministre grec du Développement Costas Hadzidakis annonce un accord  avec le groupe gréco-émirati d'investissements Marfin (en) (MIG) pour le rachat de la compagnie nationale endettée Olympic Airlines après accord de la commission interministérielle des privatisations et de la Commission européenne. Marfin avait déposé le 13 septembre, après l'échec d'un appel d'offres international lancé par le gouvernement en septembre dernier, une offre s'élevant à 45,7 millions d'euros pour le rachat des activités de vol d'Olympic Airlines.

- Vendredi 13 mars 2009 : À midi, une cinquantaine de jeunes anarchistes cagoulés et armés de barres de fer ont brisé des vitrines de banques et commerces, et endommagé des voitures dans deux rues commerçantes du quartier chic de Kolonaki, au centre d'Athènes. Le groupe a dévalé les rues en brisant les vitrines puis a pris la fuite avant que la police n'arrive sur les lieux et s'est réfugié dans la faculté de droit au centre d'Athènes un des foyers contestataires de la capitale. Les assaillants ont laissé sur leur passage des tracts demandant la libération d'un jeune arrêté en 2007 pour un braquage de banque à Athènes, et considéré par la police comme appartenant à la mouvance anarchiste.

- Mercredi 18 mars 2009 : Le ministre de l'Économie et des Finances, Yannis Papathanassiou, annonce qu'aucune augmentation de salaires ne sera accordée en 2009 aux fonctionnaires qui gagnent plus de 1 700 euros par mois, ce qui concerne 478 000 personnes. Cette mesure s'applique également aux députés, aux magistrats et aux médecins. De même, les retraites supérieures à 1 100 € mensuels ne seront pas revalorisées et des prélèvements fiscaux rétroactifs de 1 000 à 3 000 € seront opérés sur les revenus annuels 2008 de plus de 60 000 €. Ce coup de frein aux augmentations de salaires dans le secteur public et aux retraites a pour but d'aider à réduire les déficits et faire face à la crise financière mondiale. Les limitations de salaires doivent permettre d'économiser 350 millions d'euros. Cependant des primes exceptionnelles non imposables seront versées aux salariés et aux retraités ayant les revenus les plus bas[1].

- Lundi 23 mars 2009 : Un pêcheur grec a attrapé dans ses filets le torse d'une statue antique en bronze représentant un cavalier entre les îles de Kos et de Kalymnos. Daté de la période hellénistique tardive, entre la fin du IIe et le début du Ier siècle avant l'ère chrétienne, le torse est revêtu d'une tunique et d'une demi-cuirasse. Le cavalier tenait une épée dont l'étui est orné d'une représentation de Niké (déesse de la victoire)[2].

- Lundi 30 mars 2009 : Dans la soirée, les bureaux de six députés situés dans le centre de Thessalonique (nord), la deuxième ville du pays, sont endommagés dans une vague d'attentats incendiaires.

- Mardi 31 mars 2009 : De petits groupes à moto ou à pied ont lancé dans la nuit onze attaques incendiaires et coordonnées dans le centre d'Athènes et dans les grandes banlieues du nord-est de Koropi et Spata, endommageant banques et voitures dans la nuit peu après 01H00 locales. Les attaquants ont utilisé des cocktails molotov et des engins incendiaires confectionnés à l'aide de cartouches de gaz. La police impute ces attentats à la mouvance anarchiste locale.

### Avril 2009
- Jeudi 2 avril 2009 : Succès de la grève générale dans tout le pays dont l'activité économique est paralysée pendant vingt-quatre heures. Les compagnies aériennes ont annulé une centaine de vols et les bateaux sont restés à quai. Les manifestants protestent contre la politique sociale du gouvernement de droite.

### Mai 2009
- Dimanche 3 mai 2009 : Le Panathinaïkos Athènes remporte sa 5e Euroligue de basket-ball en battant en finale à Berlin le CSKA Moscou par 73 à 71.

- Samedi 9 mai 2009 : Violents affrontements dans le centre d'Athènes entre part un groupe de quelque 300 membres du groupe néo-nazi Chryssi Avghi (Aube d'Or) et un groupe d'environ 500 immigrés retranchés dans un squat de la place centrale d'Omonia, l'ancienne Cour d'appel d'Athènes abandonnée depuis 2000, « pour libérer Athènes et la Grèce des hordes des immigrés clandestins ». D'autre part un groupe de 150 jeunes anarchistes qui protestaient contre « le rassemblement raciste » ont attaqué les forces de l'ordre à coup de cocktails Molotov dans le quartier proche de l'école Polytechnique. Quatorze personnes, dont cinq immigrés ont été blessés lors des affrontements.

- Mardi 12 mai 2009 : Attentat à l'explosif contre une succursale de la banque grecque Eurobank dans une banlieue d'Athènes. La police indique qu'elle orientait son enquête vers la piste du groupe Lutte Révolutionnaire (EA), classé sur la liste des organisations terroristes de l'Union européenne.

- Lundi 18 mai 2009 : Premier cas confirmé de grippe H1N1 sur un jeune de 19 ans rentré récemment des États-Unis.

- Mardi 19 mai 2009 : Attentat à l'explosif contre un commissariat de police en construction dans une banlieue d'Athènes. Les États-Unis ont annoncé ajouter à leur liste des organisations terroristes le groupe grec d'extrême gauche Lutte révolutionnaire à l'origine d'attaques contre des intérêts commerciaux et diplomatiques américains, grecs et d'autres pays depuis 2003[3].

- Lundi 25 mai 2009 : 17 touristes femmes britanniques arrêtées hier sur l'île de Crète pour s'être travesties en nonnes catholiques et portant des lingeries aguichantes et accusées par la police et le procureur d'avoir provoqué un scandale dans le centre de la ville côtière de Malia, sont relaxées par le tribunal de Héraklion.

### Juin 2009
- Vendredi 5 juin 2009 : Dans la nuit de jeudi à  vendredi, une bombe a explosé près d'un centre d'impôts dans le quartier nord de Psychiko à Athènes sans faire de victime et causant des dégâts mineurs. L'attentat serait dû à un groupe d'extrême gauche déjà responsable de plusieurs actions de ce type « l'Action  révolutionnaire armée ».

- Lundi 8 juin 2009 : Des échauffourées se sont produites dans la soirée entre jeunes anarchistes et un groupe d'extrême droite et se sont poursuivies avec les forces de l'ordre, faisant un policier blessé.

- Mercredi 17 juin 2009 : Un policier grec en civil a été tué à l'arme automatique par des deux inconnus qui circulaient à moto à Ano Patissia, une banlieue populaire du nord d'Athènes. Il a été atteint d'une quinzaine de balles et transféré dans un hôpital où les médecins ont constaté son décès. Le policier protégeait le domicile de l'épouse qui avait témoigné dans le procès du groupe terroriste grec Lutte révolutionnaire populaire (ELA) en 2004 contre son ex-mari, membre de ce groupe qui a commis quelque 250 attentats, visant pour l'essentiel des cibles américaines, policières, des banques et des organismes publics.

- Samedi 20 juin 2009 : Un séisme d'une magnitude de 5,0 sur l'échelle ouverte de Richter a été enregistré sur l'île de Samos (Est de la mer Égée).

### Juillet 2009
- Mercredi 1er juillet 2009 : Un séisme de magnitude 5,9 sur l'échelle ouverte de Richter a eu lieu en Méditerranée en mer au large de la Crète à 129 km au sud d'Heraklion et à une profondeur de 38 km.

- Jeudi 9 juillet 2009 : Le nombre de cas de grippe A(H1N1) se monte à 201 enregistrés, alors que la saison touristique amène des millions d'étrangers dans le pays, cependant « même si la maladie a pris le caractère d'une pandémie, les symptômes de la maladie continuent d'être bénins » selon le ministère de la Santé.

- Dimanche 12 juillet 2009 : La police a démantelé un campement habité par des centaines de migrants notamment afghans dans la ville portuaire grecque de Patras. Environ 100 personnes dont 30 mineurs ont été interpellées.

- Jeudi 23 juillet 2009 : Le secrétaire d’État français chargé des Affaires européennes, Pierre Lellouche, estime que l'Union européenne doit aider la Grèce à faire face à l'afflux migratoire et faire pression sur la Turquie pour qu'elle contrôle mieux ses frontières. Plus de 150 000 immigrés clandestins avaient été interpellés en 2008 par les autorités grecques en provenance de Turquie, « par où transite une grande partie des clandestins avant d'arriver, par voie maritime ou terrestre, en Grèce ». La Commission européenne a récemment averti les pays membres de l'UE que l'afflux de migrants et de réfugiés menaçait de déstabiliser certains pays comme la Grèce si leurs partenaires de l'UE les laissaient seuls face à ce problème[4].

### Septembre 2009
- Mercredi 2 septembre : La station Nomismatokopío (en) de la ligne 3 du métro d'Athènes est inaugurée. Située à Chalándri, elle tire son nom de la Monnaie, direction indépendante de la Banque de Grèce à laquelle elle fait face.

### Octobre 2009
- Dimanche 4 octobre 2009 : élections législatives anticipées. Le PASOK (parti socialiste) de Georges Papandréou remporte 160 sièges sur 300 avec 43,94 % des suffrages. La Nouvelle démocratie (centre droit) du premier ministre sortant, Constantin Caramanlis, obtient 33,94 % des voix, ce qui est son plus mauvais score depuis 1974.